# Marina Sergejewna Sacharowa
Marina Sergejewna Sacharowa (russisch Марина Сергеевна Сахарова; * 24. Februarjul. / 9. März 1917greg. in Moskau; † 26. Mai 1998 ebenda) war eine  sowjetische bzw. russische Geologin, Geochemikerin und Hochschullehrerin.

## Leben
Sacharowa studierte ab 1936 an der Universität Moskau (MGU) in der Bodenkunde-Geographie-Fakultät und dann bis 1941 an der Universität Leningrad in der Geologie-Bodenkunde-Fakultät (Abschluss mit Auszeichnung). Den deutschen Angriffskrieg erlebte sie zunächst im blockierten Leningrad.
Ab 1942 arbeitete Sacharowa in der Kommission zur geologisch-geographischen Versorgung der Roten Armee beim Moskauer Institut für Geologische Wissenschaften der Akademie der Wissenschaften der UdSSR (AN-SSSR). In diesem Institut wurde sie 1943 Aspirantin und wissenschaftliche Junior-Mitarbeiterin bei Alexander Saukow, mit dem sie am Problem der Geochemie und Genese der Uran-Vanadium-Lagerstätten bei Ferghana arbeitete. Sie verteidigte 1947 ihre Kandidat-Dissertation über die Mineralogie der Adrassman-Lagerstätte (Sughd) mit Erfolg für die Promotion zur Kandidatin der geologisch-mineralogischen Wissenschaften.
Von 1949 bis 1954 war Sacharowa wissenschaftliche Mitarbeiterin des Staatlichen Forschungsinstituts für bergbauchemische Rohstoffe in Ljuberzy (Ernennung zur wissenschaftlichen Senior-Mitarbeiterin 1953).
Darauf arbeitete Sacharowa in der Geologie-Fakultät der MGU als wissenschaftliche Senior-Mitarbeiterin, Dozentin und schließlich Professorin. Ihr Forschungsschwerpunkt waren die physikalisch-chemischen Faktoren bei der Anreicherung von Edelmetallen. Sie entwickelte ein Modell der Entstehung der wichtigsten Arten der Gold-Silber-Lagerstätten. Ihre Doktor-Dissertation über Mineralogie und Genese-Probleme der Gold-Quarz-Sulfid-Lagerstätten im östlichen Transbaikalien verteidigte sie erfolgreich 1973 für die Promotion zur Doktorin der geologisch-mineralogischen Wissenschaften. Ab 1990 war sie führende wissenschaftliche Mitarbeiterin des Lehrstuhls für Mineralogie. Die Ernennung zur Professorin erfolgte 1992.
Das von Sacharowa in Usbekistan gefundene Mineral Sakharovait wurde nach ihr benannt.

## Ehrungen, Preise
- Medaille „Für heldenmütige Arbeit im Großen Vaterländischen Krieg 1941–1945“ (1946)[2]
- Medaille „Veteran der Arbeit“ (1983)[2]
- Verdiente Geologin der RSFSR (1988)[2]
- Abzeichen „Bewohnerin des blockierten Leningrads“ (1990)[2]